# Francisco Olmedilla
Francisco Olmedilla (Pore, Capitanía General de Venezuela, 1780-Pore, 25 de octubre de 1816) fue un oficial del ejército de Venezuela activo durante la Primera y Segunda República. Fue uno de los cinco miembros de la Junta de Gobierno y Conservación de la provincia después que se conoció el plan de gobierno redactado por Manuel Palacio Fajardo en 1811. Además, fue partícipe del Ejército Libertador de Simón Bolívar y triunfó en la Batalla de Guasdualito teniendo al mando a las fuerzas patriotas.

## Biografía

### Primera República
Nacido hacia 1780 en Pore. Para 1802 era miembro del Cabildo de la ciudad de Barinas y con Cristóbal de Mendoza fue, ese mismo año, alcalde ordinario de dicha ciudad.
En 1810 se sumó a la causa de la revolución y comenzó a asistir a las reuniones que se celebraban, como representante del gremio de los comerciantes y de los hacendados. En el citado año, Manuel Antonio Pulido, gobernador de Barinas, le dio el mando de una unidad de caballería. El 26 de marzo de 1811, la Asamblea Provincial que se había constituido en Barinas, después que conoció el plan de gobierno redactado por Manuel Palacio Fajardo, procedió a la elección de la Junta de Gobierno y Conservación de la provincia. Olmedilla fue designado uno de los cinco miembros de dicha Junta. Durante la Primera República alcanzó el grado de teniente coronel de caballería. 

### Segunda República
En 1812, a raíz de la caída de la Primera República, se internó en los bosques de la provincia y desde allí llevó a cabo acciones de guerra de guerrillas. Al año siguiente, 1813, tras la liberación de la provincia de Barinas por obra de la ofensiva desarrollada por el brigadier Simón Bolívar (Campaña Admirable), Olmedilla se reincorporó a las fuerzas de su antiguo jefe Manuel Antonio Pulido y con él participó en la emigración que, ante la ofensiva de José Antonio Yáñez y Antonio Puy, se llevó a cabo hacia San Carlos en noviembre. Durante esta operación, Olmedilla libró con éxito, el 10 de noviembre, un combate en las inmediaciones del río Tucupido, donde venció con apenas 150 jinetes a los 500 de Yáñez, con lo cual salvó la columna que ejecutaba la retirada. En San Carlos se unió al Ejército Libertador, mandado por el general en jefe Simón Bolívar y combatió en la batalla de Araure, como integrante de la caballería que mandaba el coronel Pedro Briceño Pumar (5 de diciembre).
Entre el 12 y el 19 de enero de 1814, ya como capitán, se hallaba entre las tropas defensoras de la ciudad de Barinas y que bajo las órdenes del coronel Ramón García de Sena, resistían el sitio impuesto por fuerzas realistas mandadas por Antonio Puy. De aquella ciudad, junto con las tropas y gran parte de la población civil, emigró a Mérida y allí fue comisionado el 18 de marzo para que fuera a los valles de Cúcuta y pidiese al general de brigada Gregor MacGregor que enviase refuerzos en auxilio de Barinas. De Cúcuta pasó Olmedilla a Pore y allí el gobernador de Casanare, Fernando Serrano, lo nombró comandante de la caballería. Pasó a ser gobernador de Pore, organizando una división de 1.000 llaneros y junto a Páez invadió Venezuela el 10 de octubre.

### Batalla de Guasdualito
La batalla de Guasdualito fue un enfrentamiento militar que sucedido el 29 de octubre entre las fuerzas patriotas al mando del coronel Francisco Olmedilla en compañía del entonces capitán José Antonio Páez, con la finalidad de luchar a favor de la independencia de Venezuela, obteniendo la victoria ante el ejército español comandado por el general Miguel Pacheco Briceño, apodado el "Cotudo". La trascendental batalla se realizó en el sitio conocido como Pueblo Viejo o La Lucha ubicado a tan solo a 8 km de la población de Guasdualito. De los 800 realistas 200 murieron y otros 228 fueron capturados, la mayoría de los cuales fueron fusilados en una degollina ordenada por Olmedilla y el comandante cojedeño, Fernando Figueredo, segundo jefe puesta en práctica por los capitanes Juan Santiago Torres y Rafael Maldonado. Páez se opuso valientemente a que siguiera la matanza innoble y contra todo riesgo. Logró su cometido en parte. Posteriormente, decide desertar en Pore y dirigirse con su familia a una choza en San Martín, pero el gobernador de Casanare, Andrés Solano, envía a Páez a traerlo de vuelta, quien lo consigue pero sale libre de todo castigo por intervención de Páez y el arzobispo Ramón Ignacio Méndez.
Para fines de 1815 se hallaba en Santa Fe de Bogotá y desde aquella ciudad emigró nuevamente hacia Pore. Cuando un ejército de 3.000 realistas invade Casanare decide refugiarse en los páramos de la provincia, donde muere uno de sus hijos pequeños y su familia debió consumir su carne para sobrevivir. En octubre de 1816 se hallaba enfermo de malaria, cuando las tropas del coronel realista Sebastián de la Calzada lo tomaron prisionero y lo fusilaron el 25 de dicho mes. Para aquel momento era ya teniente coronel. Su cabeza fue colocada en una escarpia, en un paraje público de Pore, donde permaneció hasta comienzos de 1817, cuando los republicanos, después de reconquistar a Pore, la retiraron, para colocar en su lugar la del oficial realista Julián Bayer, fusilado por los republicanos.
Su hijo, del mismo nombre, también alcanzó el grado de teniente coronel y murió asesinado en Guasdualito en 1822. Combatió en Chire, Mata de la Miel, El Yagual, Mucuritas, Semén, Queseras del Medio, Carabobo y la Campaña de Occidente.